# Trzcinnik prosty
Trzcinnik prosty (Calamagrostis stricta (Timm) Koeler) – gatunek rośliny z rodziny wiechlinowatych (Poaceae). Występuje w strefie chłodnej półkuli północnej na południu sięgając do środkowej Europy, Kaukazu, środkowej Azji i Kalifornii w Ameryce Północnej, poza tym obecny w Andach w Ameryce Południowej. W Polsce rozpowszechniony na północy i wschodzie, rzadki na południu. 

## Morfologia

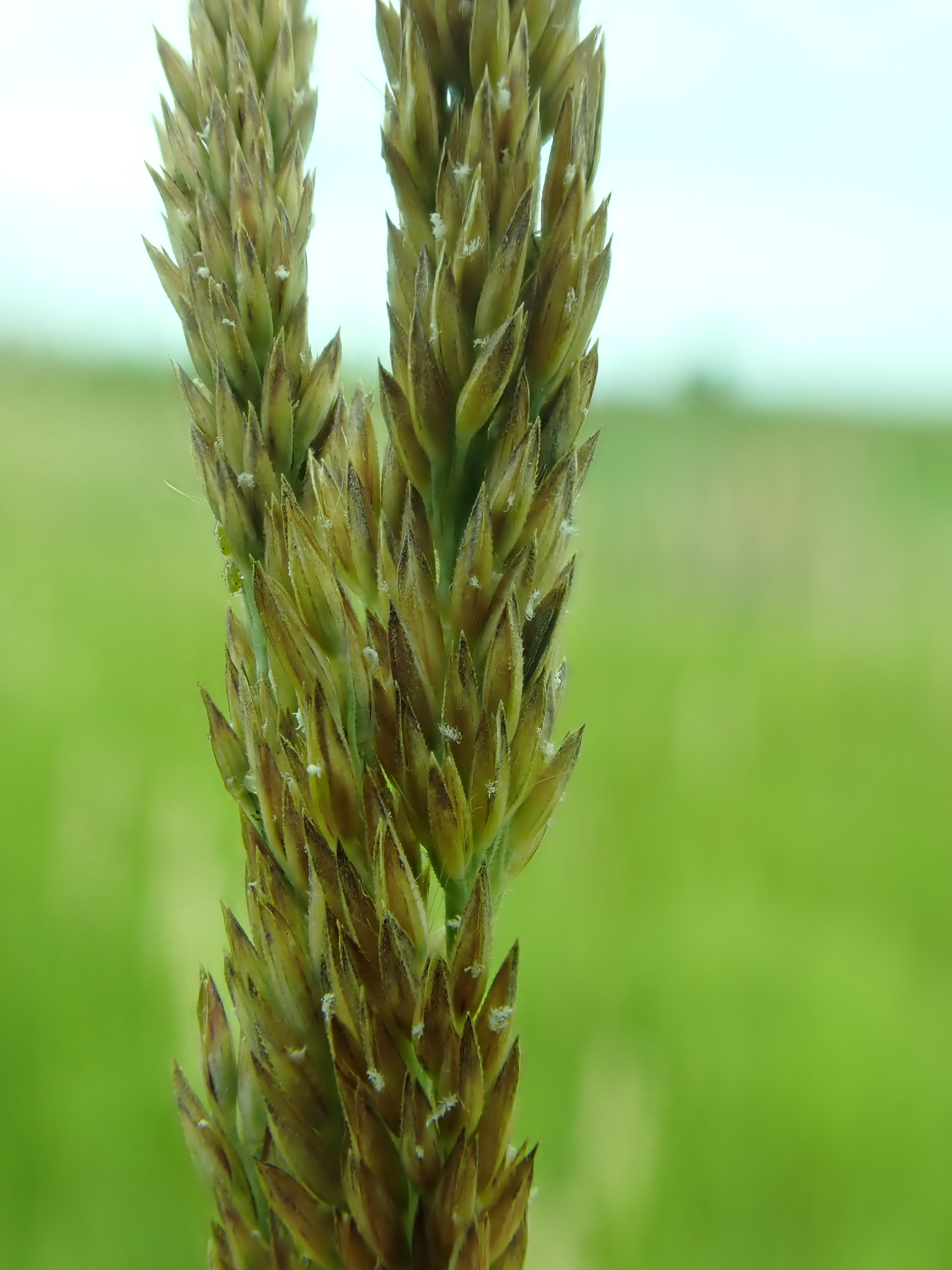
Fragment kwiatostanu

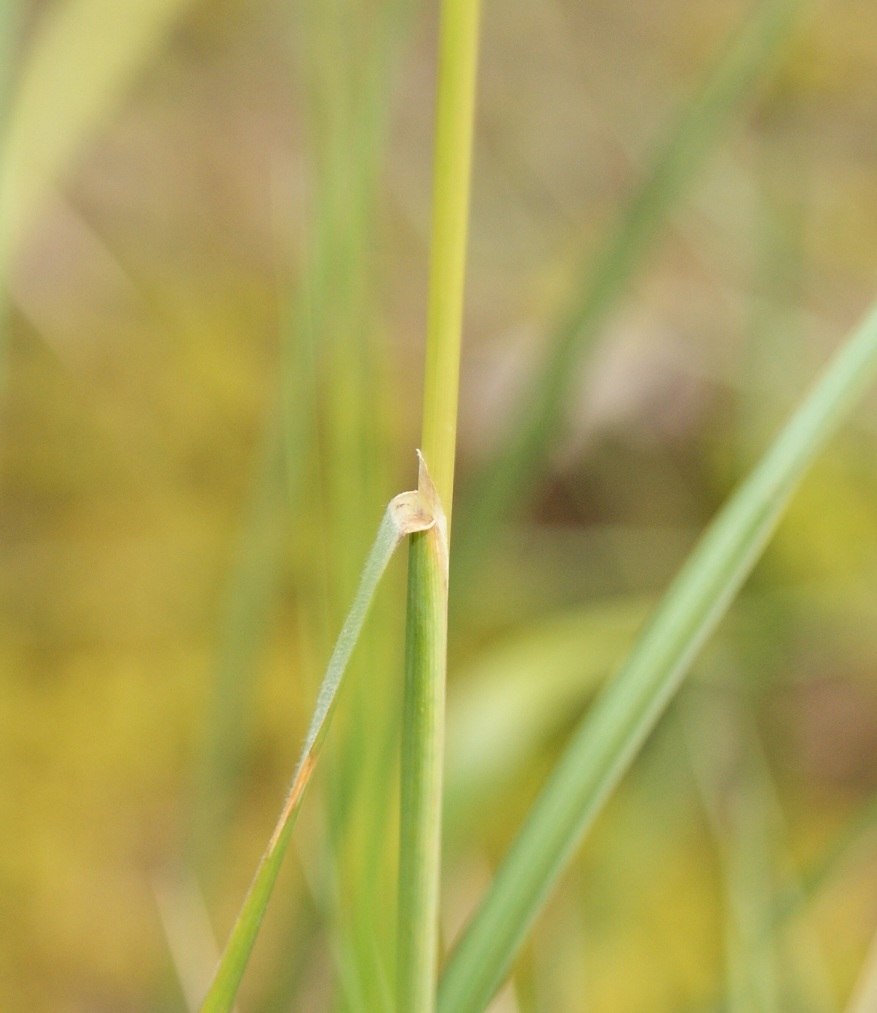
Nasada blaszki z języczkiem

PokrójBylina kępowa z długim kłączem wytwarzająca podziemne rozłogi za pomocą których intensywnie się rozprzestrzenia tworząc zwarte fitocenozy.
ŁodygaSztywno wzniesione, nagie, szczytem szorstkie źdźbła, wysokości 0,3–1 m.
KłączeSilne kłącze rozgałęzia się na liczne, cienkie rozłogi podziemne osiągające do 100 cm długości i grube nadziemne o długości kilku cm.
LiścieZ wierzchu szarozielone, matowe, długości 10–25 cm i 1,5–5 mm szerokości, lancetowate, zwinięte lub płaskie. Języczek liściowy dość długi, pochwa liściowa naga.
KwiatyKwiaty w kłoskach zebrane w kwiatostan - prosto wzniesioną wiechę długości 10–30 cm. Kłoski jednokwiatowe, długości 3–4,5 mm, w różnych odcieniach fioletu. Słupek jeden, z trzema znamionami; pręciki trzy. Plewy jajowato-lancetowate, zaostrzone, długości ok. 3 mm. Plewka górna długa do 2,5 mm stępiona. Plewka dolna troszkę krótsza od plew, szorstka, barwy zielonkawej, nieprzejrzysta, z wieńcem włosków u podstawy oraz prostą ością, długości zbliżonej do plewki, wychodzącą poniżej środka jej grzbietu.
OwocOkryty plewkami ziarniak o długości 1,5 mm i 0,4 mm szerokości.

## Biologia i ekologia
RozwójBylina. Kwitnie od czerwca do lipca. Kwiaty są wiatropylne.
SiedliskoWystępuje w miejscach wilgotnych, na podmokłych łąkach, torfowiskach niskich oraz przejściowych.
FitosocjologiaW klasyfikacji zbiorowisk roślinnych gatunek charakterystyczny dla rzędu (O.) Caricetalia nigrae.
GenetykaLiczba chromosomów 2n = 28, 56.

## Zmienność
Tworzy mieszańce z trzcinnikiem leśnym (Calamagrostis arundinacea), lancetowatym (C. canescens) - C. × gracilescens Blytt oraz piaskowym (C. epigejos) - C. × strigosa (Wahlb.) Hartmann.

## Zagrożenia i ochrona
Gatunek umieszczony na polskiej czerwonej liście w kategorii NT (bliski zagrożenia).